# Nolsjön, Närke
Nolsjön är en sjö i Degerfors kommun i Närke och ingår i Norrströms huvudavrinningsområde.